# Farah (stad in Afghanistan)
Farāh ( فراه) is een stad in het westen van Afghanistan en is gelegen op een hoogte van 650 meter. Farah is de hoofdstad van de gelijknamige provincie. Ook wordt de stad doorsneden door de rivier Farah.